# Публий Галерий Трахал
Пу́блий Гале́рий Траха́л (лат. Publius Galerius Trachalus (Thurpilianus); умер после 79 года) — древнеримский государственный и политический деятель, первым в своём роду достигший консулата (68 год). Во времена правления Веспасиана как проконсул  управлял Африкой.

## Биография
Публий происходил из всаднического рода Галериев. По всей видимости, Трахал приходился сыном префекту Египта в 16—31 годах Гаю Галерию, происходившему из Аримина. 
Публий являлся известным оратором своего времени. В 68 году он был назначен на должность ординарного консула совместно с Силием Италиком. Однако, ввиду восстания в Германии против политики, проводимой Нероном, консульство Галерия в текущем году продлилось лишь до апреля.
С началом борьбы за единоличную власть в Империи Трахал полностью поддержал Марка Сальвия Отона, которому писал речи и даже служил у него советником. После поражения последнего Авл Вителлий намеревался казнить Галерия как сателлита своего противника, но жена нового императора, Галерия Фундана, уговорила его помиловать Публия.
Во времена правления императора Веспасиана Галерий смог продолжить гражданско-политическую карьеру. В 78—79 годах в качестве проконсула он управлял провинцией Африка. Дальнейшая судьба Галерия неизвестна.